# Harald Tusberg
Harald Tusberg, född 6 april 1935 i Bergen, död 3 oktober 2023, var en norsk TV-man och författare. 
Tusberg blev student 1955, utexaminerades från Kustartilleriets befälsskola 1956 och blev Bachelor of Arts i dramaturgi vid Yale University 1960. Han var filmskådespelare 1956–1958, medverkade i radio, television och film 1956–1960, var TV-medarbetare i Sydney 1960, medarbetare i NRK:s televisionsavdelning från 1961, blev chef för underhållningsavdelningen 1979 och var programdirektör för kulturavdelningen från 1990 till 1996, då han tvingades dra sig tillbaka på grund av stroke. Han var programchef för Opsail ’78 och exekutiv producent för Eurovision Song Contest 1986 i Bergen.